# رود آبه
رود آبه رودی است جاری در استان شیزوئوکا که به خلیج سوروگا می‌ریزد. این رود از کشور ژاپن می‌گذرد. طول آن ۵۳٫۳ کیلومتر (۳۳٫۱ مایل) است.